# Cité de l'Enfance à Marcinelle
La Cité de l'Enfance à Marcinelle, section de la ville belge de Charleroi, est un ancien orphelinat de type pavillonnaire bâti en 1938 sur un terrain arboré de plus de 5 ha. 

## Histoire
En 1938, René de Cooman, président de l'Intercommunale d'Œuvres Sociales (IOS) qui regroupe 33 communes de la région de Charleroi (que rejoindront ensuite cinq autres) décide de faire bâtir un complexe de pavillons destiné à héberger une centaine d'enfants orphelins. Accueillant au départ 160 enfants, sa capacité d'hébergement passe à 260 enfants à partir de 1947, raison pour laquelle une extension d'une dizaine de pavillons et des bâtiments administratifs sont construits.
La Cité de l’Enfance a été édifiée en 1938 par l'entrepreneur Delbrassine selon les plans des architectes Marcel Leborgne, Raymond Van Hove et Victor Bourgeois et de 1947 à 1953 par Marcel Leborgne et Victor Bourgeois.
Le 4 avril 2013, le site de la Cité de l'Enfance a été classé par la Région wallonne comme ensemble architectural en vue de la préservation du site.

## Description
La Cité de l'Enfance est conçue comme une cité-jardin abritant des pavillons modernistes et des bâtiments administratifs dans le cadre arboré d'un parc. 
Il se compose d'une vingtaine de bâtiments à étage en briques rouges et ocre sous une toiture plate. De larges baies rectangulaires à encadrement en grès blanc éclairent les pièces d'habitations. La cité accueille certaines infrastructures spécialisées tels qu'une rotonde avec bac à sable et barbotteuse, une pouponnière ainsi qu'une salle de gymnastique et une salle de fête.
Une partie des pavillons a été convertis en maison unifamiliales.

## Architecture

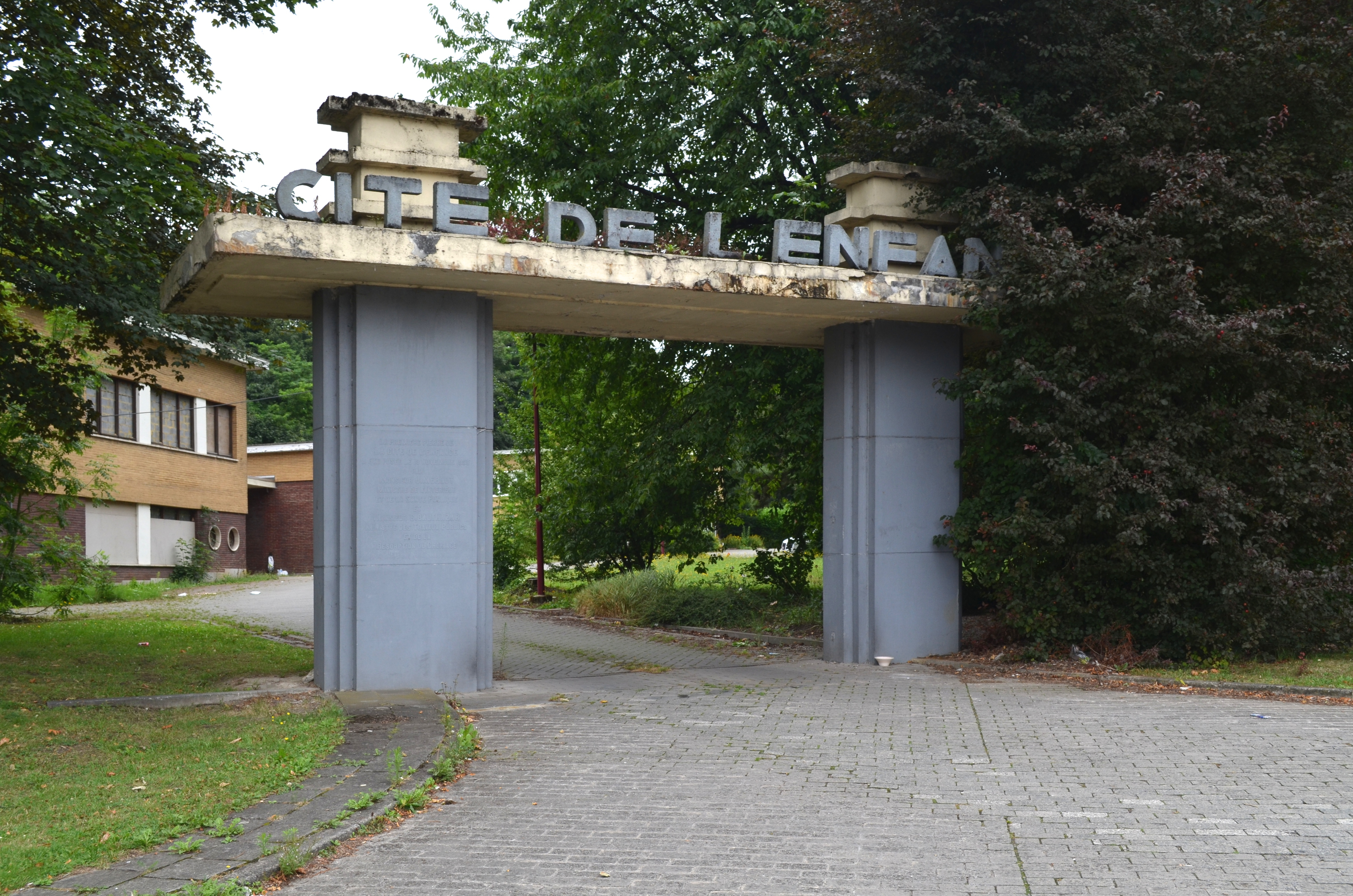
Portail.
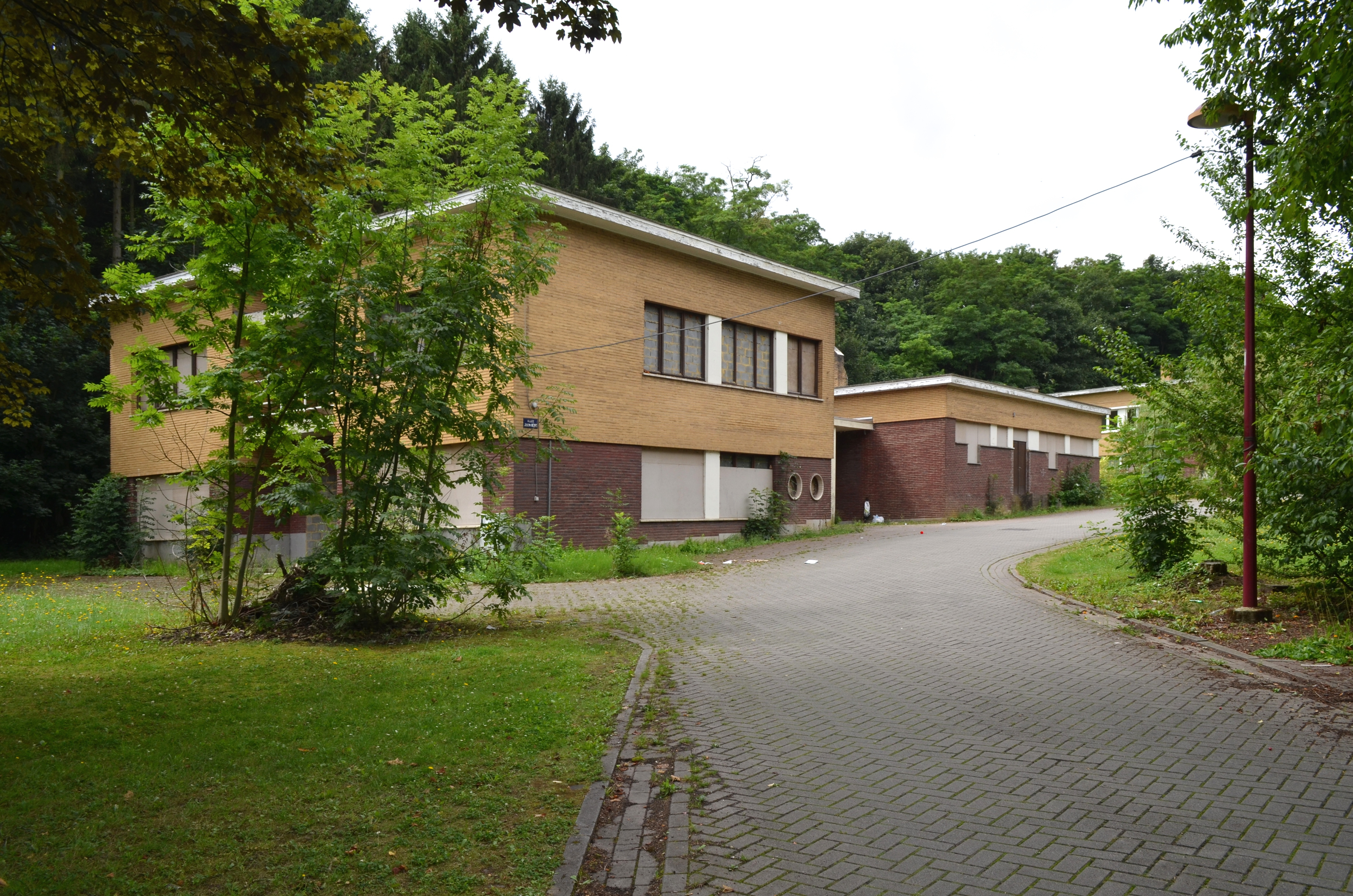
Pavillon d'entrée.
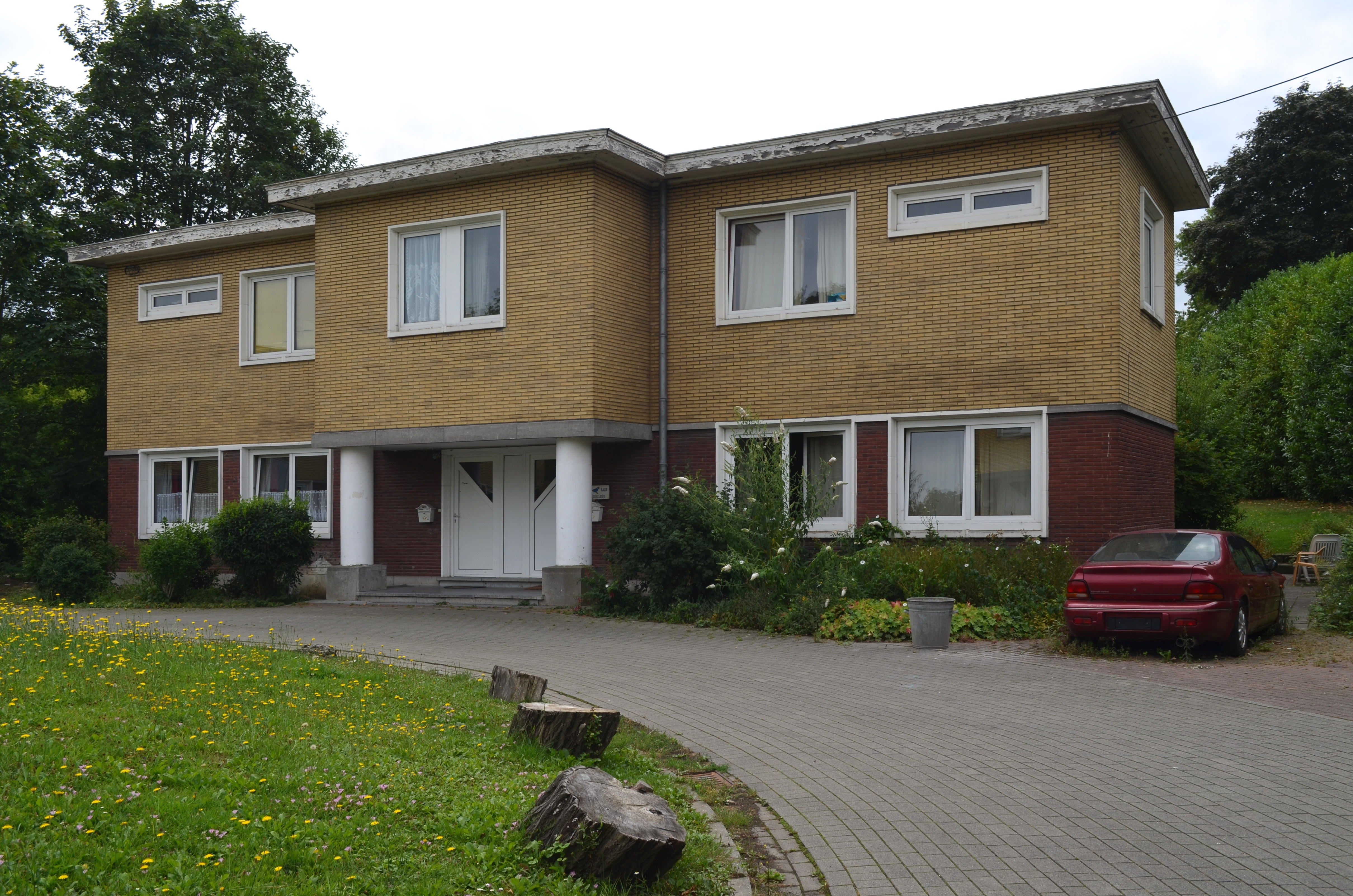
Pavillon.